# Papiro 11
Il Papiro 11 ({\displaystyle {\mathfrak {p}}}11) è uno dei più antichi manoscritti esistenti del Nuovo Testamento, datato paleograficamente agli inizi del VII secolo. È scritto in greco.

## Contenuto del papiro
{\displaystyle {\mathfrak {p}}}11 contiene una piccola parte del Prima lettera ai Corinzi (1,17-22; 2,9-12.14; 3,1-3,5-6; 4,3; 5,5-5.7-8; 6,5-9.11-18; 7,3-6.10-14).
È attualmente ospitato presso la Biblioteca nazionale russa (Gr. 258A) in San Pietroburgo.
Il testo del codice è rappresentativo del tipo testuale alessandrino. Kurt Aland lo ha collocato nella Categoria II.